# Apanteles pterophoriphagus
Apanteles pterophoriphagus är en stekelart som beskrevs av Jean Risbec 1972. Apanteles pterophoriphagus ingår i släktet Apanteles och familjen bracksteklar. Inga underarter finns listade i Catalogue of Life.